# Bhartrihari
Bhartrihari, en indisk skald, om vilken sagan förtäljer, att han var broder till kung Vikramas Ditja, som levde under 500-talet eller 600-talet, samt att han efter en vild ungdom blev eremit och hängav sig åt de strängaste botövningar.
Bhartrihari är Indiens störste sentenslyriker med ovanligt stark och äkta poetisk känsla. Under hans namn går en samling av 300 sentenser och ordspråk, vilka delvis härrör från olika författare. Samlingen är även märkvärdig såsom det första stycke indisk poesi, som omedelbart från indiska språket översatts till europeiskt språk (av missionären Abraham Roger 1651 till holländska, därifrån 1663 till tyska).  Kritiskt utgavs dessa gnomiska dikter med latinsk översättning av v. Bohlen 1833, som även 1835 lämnade en tysk översättning. Bäst är de utgivna och översatta i Böhtlingks "Indische sprüche" (2:a uppl. 1870 -73).
Han skrev även Bhattikavya, som först angavs som skriven av Bhatti.